# Maypacius gilloni
Espèce
Maypacius gilloni est une espèce d'araignées aranéomorphes de la famille des Pisauridae.

## Distribution
Cette espèce est endémique du Sénégal.

## Description
La carapace de la femelle holotype mesure 4,1 mm de long et la carapace du mâle paratype 4,0 mm.

## Étymologie
Cette espèce est nommée en l'honneur de Dominique et de Yves Gillon

## Publication originale
- Blandin, 1978 : Études sur les Pisauridae africaines X. Description d'un Maypacius nouveau du Sénégal et remarques biogéographiques sur le genre Maypacius (Araneae - Pisauridae - Pisaurinae). Revue de Zoologie Africaine, vol. 92, p. 658-662 (texte intégral).